# Tareq al-Hachemi
Ne doit pas être confondu avec Tareck El Aissami.
Tareq al-Hachemi (en arabe : طَارِق الْهَاشِمِي), né en 1942 à Bagdad (Irak), est un homme d'État irakien. Il est l'un des vice-présidents de la République, avec Adel Abdel-Mehdi, lors de la mise en place de l'État irakien qui suit les élections de décembre 2005. Il occupe cette fonction du 22 avril 2006 au 31 mai 2011.
Sunnite, il est le chef du Parti islamique irakien (PII) et succède dans son poste de vice-président à Ghazi Mashal Ajil al-Yawer, lui aussi sunnite.

## Détails biographiques
Issu de la tribu arabe Machhadan et petit-fils d'un général de l'armée ottomane, neveu du tuteur du roi Ghazi Ier, il milite dans le parti Baas.

### Carrière militaire
Il suit la formation de l'académie militaire de 1959 à 1962 et participe aussi à des sessions de formation en Angleterre, République tchèque et en Inde. Instructeur à l'Académie de commandement en 1975, il abandonne sa carrière militaire à 33 ans.

### Carrière économique
Il obtient un BA d'économie à l'Université al-Mustansiriyah en 1969 et un MBA d'économie en 1978.
Gestionnaire de la branche irakienne de l'Arab Shipping Co [ASC] de 1979 à 1981, il est muté comme directeur de l'ASC au Koweït jusqu'en 1990.
Après l'invasion du Koweit par l'Iraq, il regagne son pays.

### Militant duPII
Affilié au Parti islamique irakien depuis sa jeunesse, il avait dû suspendre son activité pendant sa carrière militaire. Une fois sorti de l'armée, il réintègre le parti et devient membre du comité du planning et du conseil Shura.
Il se présente comme anti-fédéraliste. La partie dure de son parti aurait tendance à rejeter la Constitution irakienne et réclame le retrait des forces d'occupation.

### Carrière politique
Lors de la libération de la journaliste américaine Jill Carroll le 30 mars 2006, c'est lui qui la reçoit officiellement et lui remet le Coran en guise de félicitations. C'est aussi lui qui accueille officiellement Condoleezza Rice quand elle visite le pays.

### Démêlés judiciaires et accusation de meurtres
Il est l'objet d'un mandat d'arrêt, avec certains de ses gardes, depuis décembre 2011 pour le meurtre de six juges et de plusieurs hauts responsables irakiens et se trouve depuis hors de son pays (Qatar, Arabie saoudite, Turquie). Il se trouve depuis le 8 mai 2011 sous le coup d'un mandat d'arrêt international.
Son procès pour meurtres jugé par contumace prévu le jeudi 3 mai 2012 devant la Cour criminelle centrale d'Irak, a été reporté au 10 mai 2012, ses avocats ayant demandé qu'il se déroule devant une juridiction spéciale.
Il estime être l'objet dans ce contexte d'une chasse aux sorcières à visées politiques en raison de son opposition avec le Premier ministre irakien Nouri al-Maliki.
Le 9 septembre 2012, il est condamné par contumace à la mort par pendaison pour le meurtre d'une avocate et du général Talib Belassim.

## Un lourd tribut familial
Son frère Mahmoud al-Hachemi, est assassiné le 13 avril 2006 par des hommes armés dans le quartier Sanak dans le centre de Bagdad.
Sa sœur Mayssoun al-Hachemi (en) est assassinée dans sa voiture avec son garde du corps le 26 avril 2006 dans le quartier al-Ilam, dans le sud-ouest de Bagdad.
Un autre frère Amer al-Hachemi, est assassiné chez lui à Bagdad, lundi 9 octobre 2006, par des inconnus.